# San José (Calobre)
San José è un comune (corregimiento) della Repubblica di Panama situato nel distretto di Calobre, provincia di Veraguas. Si estende su una superficie di 36,3 km² e conta una popolazione di 680 abitanti (censimento 2010).